# Sumpkrinum
Sumpkrinum (Crinum americanum) är en art i familjen amaryllisväxter från södra USA. Arten odlas ibland som krukväxt i Sverige.

## Synonymer
Crinum americanum var. longii Hannibal
Crinum americanum var. robustum Hannibal
Crinum americanum var. traubii (Moldenke) Hannibal
Crinum herbertianum Schultes f.
Crinum strictum Herbert
Crinum strictum var. traubii Moldenke
Crinum texanum Hannibal